# Zorzines flexicornuta
Zorzines flexicornuta là một loài bướm đêm trong họ Noctuidae.